# Bokser (film)
Bokser er en dansk kortfilm fra 2018 instrueret af Stefan Pellegrini.

## Handling
Jane står overfor et stort bokse-mesterskab. Hun vil gerne vinde, og det er derfor vanskeligt at holde fokus på træningen, når kæresten Tanja gerne vil stifte familie. Jane møder Karoline, som vækker nye følelser i Jane, og da træneren Martin råder Jane til at fokuserer på mesterskabet og lukke alt andet ude, vælger hun at gå fra Tanja. Træningen begynder at eskalere, og Jane kan ikke længere finde det fodfæste hun har brug for i livet og bokseringen

## Medvirkende
- Theresa Hedelund, Jane
- Sofie Torp, Tanja
- Fanny Bernth, Karoline
- Torben Zeller, Martin